# Śląska Ochla

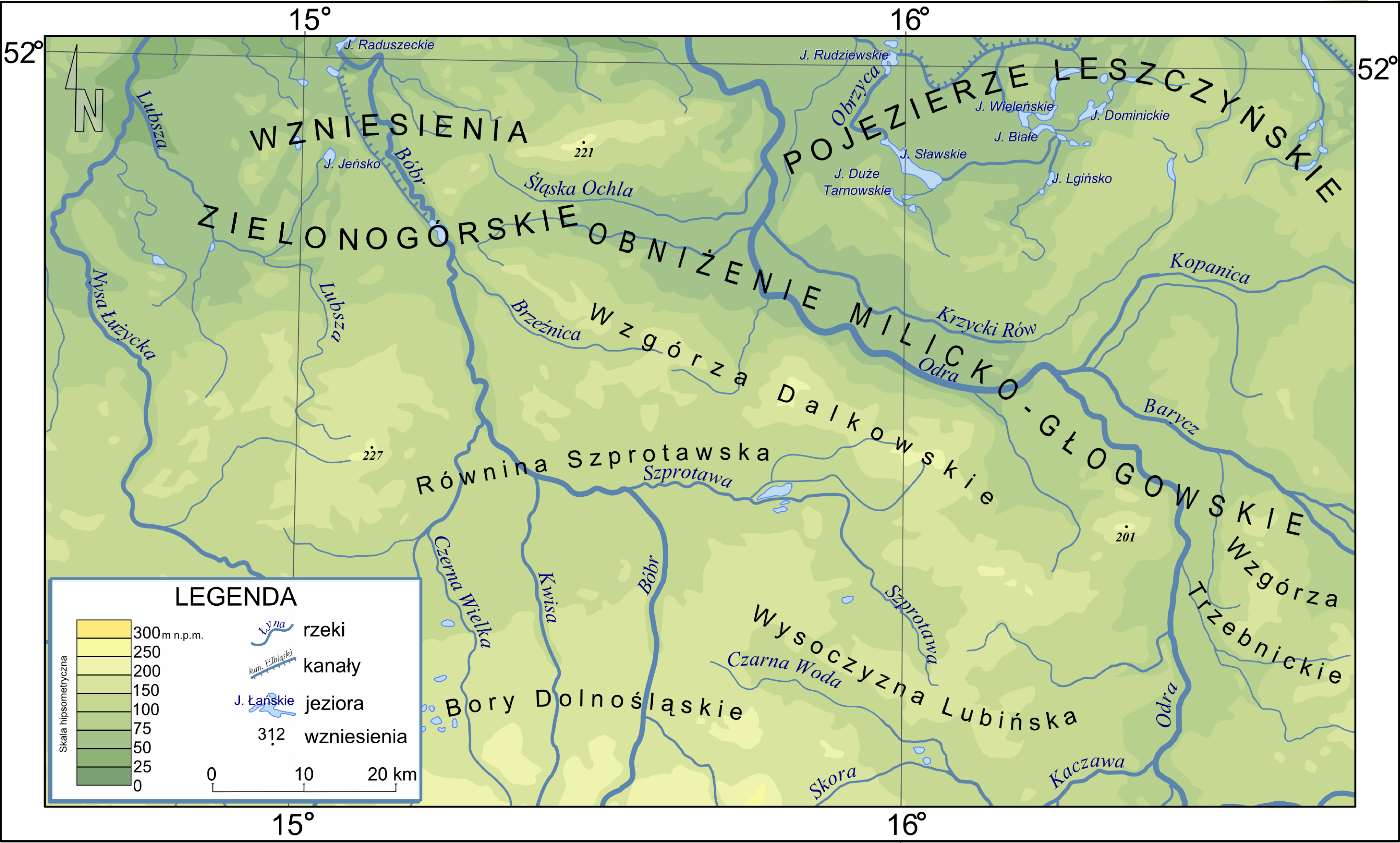
Mapa pokazuje m.in. przebieg Śląskiej Ochli

Śląska Ochla (Ochla) – rzeka, lewy dopływ Odry o długości 40,81 km.
Rzeka płynie w województwie lubuskim przez Pradolinę Barucko-Głogowską. Jej źródło znajduje się na terenie gminy Świdnica, koło wsi Letnica. Uchodzi do Odry koło miejscowości Bobrowniki w sąsiedztwie rezerwatu Bukowa Góra. Odwadnia południowe zbocza Wału Zielonogórskiego (przyjmuje kilka potoków odwadniających południową część Zielonej Góry). Jej lewe dopływy są silniej rozwinięte.
Śląska Ochla dała początek nazwie wsi Ochla (obecnie część Zielonej Góry).